# Världsmästerskapen i skidskytte 1990
Världsmästerskapen i skidskytte 1990 hölls 1990 i Minsk i Vitryska SSR i Sovjetunionen samt i Oslo i Norge och i Kontiolax i Finland.
På grund av dåliga väderförhållanden kunde bara herrarnas och damernas distanslopp hållas i den ordinarie VM-orten Minsk (20 februari). Det bestämdes att resterande VM-sträckor skulle avgöras genom att Oslos motsvarande världscuplopp i mars uppgraderades till VM-status. I Oslo avgjordes 8–11 mars fem ytterligare tävlingar, innan herrarnas stafett fick lov att avbrytas på grund av dimma. Därefter uppgraderades istället herrstafetten i Kontiolax den 18 till VM-status.

## Herrar

### 10 kilometer sprint
(Oslo, 10 mars)
| Medalj | Namn            | Land          | Straffrundor | Resultat |
| ------ | --------------- | ------------- | ------------ | -------- |
| Guld   | Mark Kirchner   | Östtyskland   | 0            | 25.48,9  |
| Silver | Eirik Kvalfoss  | Norge         | 2            | 25.59,8  |
| Brons  | Sergej Tjepikov | Sovjetunionen | 2            | 26.20,9  |

### 20 kilometer
(Minsk, 20 februari)
| Medalj | Namn               | Land          | Straffrundor | Resultat  |
| ------ | ------------------ | ------------- | ------------ | --------- |
| Guld   | Valerij Medvedtsev | Sovjetunionen | 0            | 1:06.39,7 |
| Silver | Sergej Tjepikov    | Sovjetunionen | 0            | 1:07.03,0 |
| Brons  | Anatolij Zdanovitj | Sovjetunionen | 0            | 1:08.39,2 |

### 4 x 7,5 kilometer stafett
(Kontiolax, 18 mars)
| Medalj | Land        | Lagmedlemmar                                                           | Straffrundor | Resultat  |
| ------ | ----------- | ---------------------------------------------------------------------- | ------------ | --------- |
| Guld   | Italien     | Pieralberto Carrara Wilfried Pallhuber Johann Passler Andreas Zingerle | 1            | 1:30.54,7 |
| Silver | Frankrike   | Christian Dumont Xavier Blond Hervè Flandin Thierry Gerbier            | 0            | 1:31.08,8 |
| Brons  | Östtyskland | Frank Luck André Sehmisch Mark Kirchner Birk Anders                    | 0            | 1:34.02,2 |

### Lagtävling
(Oslo, 8 mars)
| Medalj | Land            | Lagmedlemmar                                                      | Straffrundor | Resultat  |
| ------ | --------------- | ----------------------------------------------------------------- | ------------ | --------- |
| Guld   | Östtyskland     | Raik Dittrich Mark Kirchner Birk Anders Frank Luck                | 1            | 1:04.24,1 |
| Silver | Tjeckoslovakien | Tomáš Kos Ivan Masařík Jiří Holubec Jan Matouš                    | 1            | 1:04.36,5 |
| Brons  | Frankrike       | Christian Dumont Stéphane Bouthiaux Hervè Flandin Thierry Gerbier | 3            | 1:05.14,2 |

## Damer

### 7,5 kilometer sprint
(Oslo, 10 mars)
| Medalj | Namn              | Land          | Straffrundor | Resultat |
| ------ | ----------------- | ------------- | ------------ | -------- |
| Guld   | Anne Elvebakk     | Norge         | 2            | 51.53,4  |
| Silver | Svetlana Davidova | Sovjetunionen | 3            | + 1.54,8 |
| Brons  | Elin Kristiansen  | Norge         | 1            | + 2.01,2 |

### 15 kilometer
(Minsk, 20 februari)
| Medalj | Namn              | Land          | Straffrundor | Resultat  |
| ------ | ----------------- | ------------- | ------------ | --------- |
| Guld   | Svetlana Davidova | Sovjetunionen | 2            | 1:06.11,2 |
| Silver | Jelena Golovina   | Sovjetunionen | 3            | 1:06.31,6 |
| Brons  | Petra Schaaf      | Västtyskland  | 3            | 1:07.25,2 |

### 3 x 7,5 kilometer stafett
(Oslo, 11 mars)
| Medalj | Land          | Lagmedlemmar                                           | Straffrundor | Resultat  |
| ------ | ------------- | ------------------------------------------------------ | ------------ | --------- |
| Guld   | Sovjetunionen | Jelena Batsevitj Jelena Golovina Svetlana Davidova     | 0            | 1:33.14,1 |
| Silver | Norge         | Grete Ingeborg Nykkelmo Anne Elvebakk Elin Kristiansen | 2            | 1:34.28,0 |
| Brons  | Finland       | Tuija Vuoksiala Seija Hyytiäinen Pirjo Mattila         | 2            | 1:35.12,9 |

### Lagtävling
(Oslo, 8 mars)
| Medalj | Land          | Lagmedlemmar                                                           | Straffrundor | Resultat  |
| ------ | ------------- | ---------------------------------------------------------------------- | ------------ | --------- |
| Guld   | Sovjetunionen | Jelena Batsevitj Jelena Golovina Svetlana Paramygina Svetlana Davidova | 11           | 56.30,3   |
| Silver | Västtyskland  | Irene Schroll Daniela Hörburger Inga Kesper Petra Schaaf               | 33           | 1:01.18,3 |
| Brons  | Bulgarien     | Nadezda Aleksieva Iva Schkodreva Maria Manolova Zvetana Krasteva       | 54           | 1:02.09,4 |

## Medaljfördelning
| Placering | Land            | Guld | Silver | Brons | Totalt |
| --------- | --------------- | ---- | ------ | ----- | ------ |
| 1         | Sovjetunionen   | 4    | 3      | 2     | 9      |
| 2         | Östtyskland     | 2    | 0      | 1     | 3      |
| 3         | Norge           | 1    | 2      | 1     | 4      |
| 4         | Italien         | 1    | 0      | 0     | 1      |
| 5         | Västtyskland    | 0    | 1      | 1     | 2      |
| 5         | Frankrike       | 0    | 1      | 1     | 2      |
| 7         | Tjeckoslovakien | 0    | 1      | 0     | 1      |
| 8         | Bulgarien       | 0    | 0      | 1     | 1      |
| 8         | Finland         | 0    | 0      | 1     | 1      |

## Källhänvisningar
Den här artikeln är helt eller delvis baserad på material från engelskspråkiga Wikipedia.
1. ↑  Results. Sports123.com. Läst 11 december 2014. (engelska)
2. ↑  "1989/1990". Arkiverad 29 maj 2016 hämtat från the Wayback Machine. Biathlonresults.com. Läst 11 december 2014. (engelska)
3. ↑  "Men: 4 x 7.5 km Relay". Arkiverad 23 oktober 2017 hämtat från the Wayback Machine. Sports123.com. Läst 11 december 2014. (engelska)